# Falciot andí
El falciot andí(Aeronautes andecolus) és una espècie d'ocell de la família dels apòdids (Apodidae) que habita zones obertes als Andes del Perú, Bolívia, nord de Xile i oest de l'Argentina.